# Karolina Wojtas
Karolina Wojtas (geboren 1996 in Jarosław, Polen) ist eine polnische Multimediakünstlerin mit einem Schwerpunkt im Bereich der Fotografie. Sie wurde 2022 mit dem C/O Berlin Talent Award ausgezeichnet.

## Leben
Karolina Wojtas besuchte von 2009 bis 2015 ein künstlerisch ausgerichtetes Gymnasium in Jarosław und von 2014 bis 2015 die Fotoakademie in Krakau. Von 2015 bis 2021 absolvierte sie ein Masterstudium im Fach Fotografie an der Filmschule Łódź und von 2016 bis 2020 ein Bachelorstudium in Fotografie am Institute of Creative Photography in Opava, Tschechien. 2022 nahm sie ein weiteres Masterstudium im Fach Psychologie an der National-Louis University in Nowy Sącz auf.
Noch während des Fotostudiums, mit 23 Jahren, wurde Wojtas vom italienischen Modeunternehmen Marni mit der Erstellung einer Fotokampagne für Handtaschen beauftragt. Das Unternehmen war auf ihre Arbeiten 2019 im Rahmen des ING Unseen Talent Awards in Amsterdam aufmerksam geworden. Das British Journal of Photography wählte sie im Jahr 2019 unter die 19 jungen Fotokünstlerinnen und Fotokünstler, die es zu beobachten gelte, Ones to Watch. Werke von Karolina Wojtas wurden unter anderem in der Italian Vogue, dem Guardian und dem Schweizer Journal Das Magazin abgedruckt.

## Werk
Neben Fotografien erstellt Wojtas auch Multimedia-Installationen, begehbare Räume, die zur Interaktion einladen. Abzgram, das sie seit 2019 weiterentwickelt, etwa enthält zu einer Art Schulbanksystem verbundene Tische und Stühle, auf denen es nicht möglich ist zu sitzen: die Sitzfläche fällt nach unten ab. Ein Gitter mit der Aufschrift Skola, polnisch für Schule, trennt diesen verfremdeten Klassenraum vom Rest der Ausstellung. Wird das Gitter durchschritten, sind Anweisungen für regelkonformes Verhalten zu hören, „Classroom Entry Procedure“ genannt. Dazu gehören „stillstehen, sich nicht berühren, die Hände am Körper entlang gestreckt, den Blick geradeaus“. Die Installation wird als ironische Antwort auf das polnische Schulsystem verstanden, das einer militärischen Struktur spielerische Elemente, Kitsch und Unsinn entgegensetzt. Gegenüber Camilla Marrese vom Magazin PhMuseum sagte sie im Interview zum zeitgleich zur Ausstellung im C/O erschienenen Fotobuch Abzgram: „Als ich die Oberstufe besuchte, war das Fotografieren mein Hauptgrund zum Überleben, zwischen Gefühlen von Langeweile und Wut.“
Karolina Wojtas bezieht ihre Familie eng in ihre Arbeit ein: ihren Großvater, ihren Bruder, ihre Freundinnen und Freunde. In einem Interview mit der Kunstagentur Public Offerings begründete sie dies mit Geldmangel zu Beginn ihrer künstlerischen Laufbahn. Im Laufe der Zeit habe sie festgestellt, dass Hemmschwellen in Bezug auf ihre Arbeit in ihrer Familie niedriger seien. Diese kenne ihre Art zu arbeiten und stelle bestimmte Dinge nicht mehr in Frage. Dabei sind die Familienmitglieder in ihrem Werk häufig nicht nur Teil der Bildkomposition als Modelle, sondern auch Inhalt der Werke. So etwa im Projekt We Can't Live without Each Other (2019), das sich mit Wojtas Beziehung zu ihrem jüngeren Bruder befasst.
Agnieszka Olszewska, Kuratorin und Abteilungsleiterin am Museum für Fotografie in Krakau, bezeichnete Karolina Wojtas als „eine der auffälligsten und radikalsten Künstlerinnen ihrer Generation.“ Ihre „Kompositionen in kräftigen, übersättigten Farben“ bewegten „sich immer hart an der Grenze.“ Sie kombiniere Blitze und Unschärfen, Holzobjekte mit Fotografien oder aus Fotografien zusammengesetzte Objekte. In ihren Ausstellungen könne „ebenso ein Video zu sehen sein wie ein Glücksrad, gefundene und inszenierte Bilder, riesige Installationen oder Räume, die in einen Spielplatz oder eine Folterkammer verwandelt wurden.“ Es gebe bei ihr „keine Regeln und keine Grenzen.“

## Preise und Auszeichnungen
- 2017: ShowOFF, Krakau Photo Month
- 2018: TIFF OPEN 2018, Tiff Festival Breslau
- 2018: Portfolio Review Winner, Bratislava Month of Photography
- 2019: ING Unseen Talent Award, Amsterdam
- 2020: Plat(t)form, Lobende Erwähnung, Fotomuseum Winterthur
- 2022: C/O Berlin Talent Award in der Kategorie New Documentary Strategies für Abzgram[5]
- 2023: Goldenes Schwert des KTR – Klub Twórców Reklamy (Club der Werbeschaffenden)

## Ausstellungen (Auswahl)

### Einzelausstellungen
- 2018: Karolina Wojtas: Train to Knowledge. Galeria u Agatki, TIFF Festival Breslau
- 2019: Abzgram. Galerie F7, im Rahmen des Bratislava Month of Photography
- 2019: The Extremely rich fauna of the local area. FotoArtFestival Bielsko-Biała
- 2019: Abzgram. Museum Pełkinie
- 2019: The Extremely Rich Fauna of the Local Area. Museum Pełkinie
- 2020: Konik. Fundacja Pełkińska XX Czartoryskich, Zamek w Pełkiniach
- 2020: Gatunek: brat. Jak unicestwić? Galerie Naga, Warschau
- 2021: Paris Photo 2021, Grand Palais Éphémère, Paris
- 2022: Coming Soon, Fotogalleri Vasli Souza, Oslo, Norwegen
- 2022: We Can’t Live – Without Each other, Foam Museum, Amsterdam
- 2023: Abzgram. C/O Berlin Talent Award 2022. Galerie C/O Berlin
- 2023: FUNreal, Here Becomes Elsewhere, Fabrica, Catena di Villorba TV, Italien

### Gruppenausstellungen
- 2018: Terra Incognita, 6x7 Leica Gallery, Warschau
- 2019: Eating Pineapples on the Moon, Lettisches Okkupationsmuseum, Riga Photomonth
- 2020: reGeneration4. The Challenges for Photography and its Museum for Tomorrow, Photo Elysée, Lausanne
- 2020: Generation Z, Noorderlicht International Photo Festival 2020, Niederlande
- 2022: The Discomfort of Evening, Zachęta Staatsgalerie für Kunst, Warschau
- 2022: Ausnahmezustand. Polnische Fotokunst heute. ZAK – Zentrum für Aktuelle Kunst in der Zitadelle Spandau
- 2023: Rethinking Identity, Museu Nacional de Arte Contemporânea, Lissabon, Portugal
- 2023: Refugees Welcome, Museum für Moderne Kunst in Warschau
- 2023: Out of Joint, New Collectors Gallery, New York

## Publikationen
- Kathrin Schonegg (Hrsg.): Karolina Wojtas. Abzgram. C/O Berlin Talent Awards 2022. Spector Books, Leipzig 2023, ISBN 978-3-95905-718-9.